# Jack Burns
Jack Burns, född 7 januari 1859 i St Andrews, död 18 december 1927 i St Andrews, var en skotsk golfspelare från St Andrews.
När Burns 1888 var greenkeeper och klubbprofessional på Warwick Golf Club vann han The Open Championship på Old Course i St Andrews. Han gick de 36 hålen på 171 slag. Han delade ledningen på 172 slag med Ben Sayers och Davie Anderson efter finalrundan men tävlingsledningen upptäckte att han hade gått den första rundan på 86 i stället för 87 slag. Burns förklarades därför som segrare.
Misstaget var inte fusk från Burns sida utan det var tävlingsledningen som hade beräknat scoren fel. Golfreglerna säger att spelaren är ansvarig för att det korrekta antalet slag noteras på respektive hål. Fel utöver det får korrigeras i efterhand.
Burns blev senare klubbprofessional på Edgbaston Golf Club i Birmingham innan han tog anställning vid den skotska järnvägen.
| Majorsegrare genom tiderna                                                                                   |                |            |           |                  |
| 200 olika spelare har vunnit i herrarnas majortävlingar. Jack Burns var den 14:e spelaren som vann en major. |                |            |           |                  |
| 1:a | 13:e           | 14:e       | 15:e      | 200:e            |
| Willie Park Sr                                                                                               | Willie Park Jr | Jack Burns | John Ball | Louis Oosthuizen |
| Lista över golfens majorsegrare                                                                              |                |            |           |                  |